# Josaphat-Robert Large

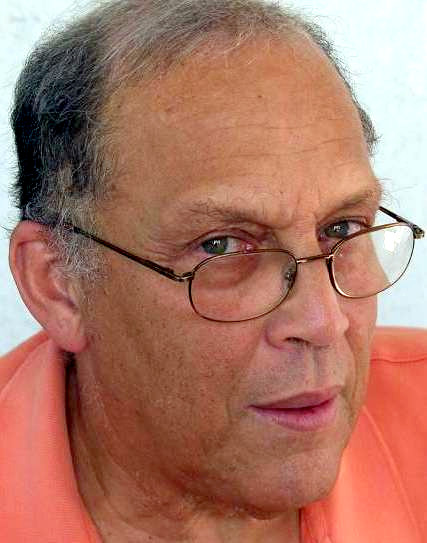
Josaphat-Robert Large

Josaphat-Robert Large (* 15. November 1942 in Jérémie, Haiti; † 28. Oktober 2017 in New York City) war ein Dichter und Romancier.

## Biografie
Josaphat-Robert Large ist ein Dichter, ein Schriftsteller und ein Kunstkritiker. Sein Vater, Camille Large, war ein Professor für Literatur und seine Mutter, Odette Chassagne, eine Store-Eigentümer. Er studierte am Collège Saint-Martial, am Collège Saint-Louis und am Gymnasium Nord-Alexis in seiner Geburtsstadt. Das Werk von Rimbaud beeinflusst hat seinen ersten Schriften. Veröffentlichte er seine erste Sammlung von Poesie, Nerfs du vent, im Jahr 1975 und seinen Roman, Les terres entourées de larmes, die erste Band der Trilogie Les empreintes de la vie (Die Spuren des Lebens), erhält den Literaturpreis der Karibik im Jahr 2003. Josaphat-Robert Large schreibt in französischer Sprache, Englisch und haitianischem Kreolisch. Er ist ein Mitglied von La Société des Gens de lettres de France, des Vereins des Écrivains de langue française und des Pen Club.

## Exil
Wegen seiner Teilnahme an einem Streik von Studenten gegen den Diktator François Duvalier wurde der Autor verhaftet. Nach einer kurzen Zeit im Gefängnis ging er schließlich ins Exil und ließ sich 1963 in den USA nieder. In New York studierte er Englisch an der Columbia University und Fotografie am New York Institute of Photography. Er gründete die Theatergruppe Kouidor mit Hervé Denis, Syto Cavé und Jacques Charlier. Neben seiner Tätigkeit in der Literatur arbeitete er mit einigen Gegnern des Regimes von Duvalier und beteiligte sich an zwei Invasionen. Er wurde dabei zweimal  von der US Coast Guard verhaftet.

## Werk
- Nerfs du vent, Paris 1975
- Chute de mots, Paris 1989
- Les sentiers de l'enfer, Paris 1990
- Pè Sèt!, Miami, 1994–1996
- Les récoltes de la folie, Paris 1996
- Les terres entourées de larmes, Paris 2002
- Keep On Keepin'On, iUniverse New York 2006
- Partir sur un coursier de nuages, Paris 2008
- Rete! Kote Lamèsi, Port-au-Prince 2008
- EkoDlo, LaGrandans debòde, Montréal 2008
- Échos en fuite, Paris 2010

## Drama
- La voix du bisaïeul (Die Stimme der Urgroßvater), Regisseur Max Kenol, New York, Juli 1998

## Auszeichnungen
- Prix Littéraire des Caraïbes 2003 (Literaturpreis der Karibik)
- Finaliste Prix du Livre Insulaire d’Ouessant (Fiction), 2002

## Einzelnachweis
1. ↑  Josaphat Robert Large « Bobisson» nous a quittés